# Ten New Songs
Ten New Songs — десятий студійний альбом канадського автора та виконавця пісень Леонарда Коена, представлений 9 жовтня 2001 року на лейблі Columbia Records. Платівка досягла 143 позиції у американському чарті Billboard 200, 4 — у Канаді, очолила чарти Польщі, Норвегії та Данії..
Ten New Songs став платиновим у Канаді та Польщі.

## Про альбом
Ten New Songs було представлено через дев'ять років після останньої студійної роботи Коена — The Future. Ці декілька років він провів у дзен-монастирі в горах Сан-Габріель в районі Лос-Анджелеса. Тим часом Columbia випускала записаний раніше матеріал: Cohen Live: Leonard Cohen in Concert, More Best of Leonard Cohen і Field Commander Cohen: Tour of 1979. Нарешті вийшовши із усамітнення, Леонард розпочав працювати в особистій студії і у 2001 році вийшов перший для музиканта альбом, записаний у цифровий спосіб. Нові тексти більш мирні, ніж попередні, а музика більш спокійна, зроблена в основному за допомогою синтезатора та драм-машини. Альбом було сприйнято не однозначно, проте в цілому він повторив успіх «I'm Your Man» і «The Future», із яким досить схожий жанрово, проте сильно відрізняється від ранніх фолк-робіт Коена.

## Список композицій
| #     | Назва                     | Тривалість |
| ----- | ------------------------- | ---------- |
| 1.    | «In My Secret Life»       | 4:55       |
| 2.    | «A Thousand Kisses Deep»  | 6:29       |
| 3.    | «That Don't Make It Junk» | 4:28       |
| 4.    | «Here It Is»              | 4:18       |
| 5.    | «Love Itself»             | 5:26       |
| 6.    | «By the Rivers Dark»      | 5:20       |
| 7.    | «Alexandra Leaving»       | 5:25       |
| 8.    | «You Have Loved Enough»   | 5:41       |
| 9.    | «Boogie Street»           | 6:04       |
| 10.   | «The Land of Plenty»      | 4:35       |
| 52:47 |                           |            |